# La Tragédie du bonheur
Pour plus de détails, voir Fiche technique et Distribution.
La Tragédie du bonheur (Bowery Bugs) est un cartoon Merrie Melodies réalisé par Arthur Davis en 1949 mettant en scène Bugs Bunny et le malchanceux Steve Brody. C'est le seul cartoon mettant en scène Bugs réalisé par Davis.

## Résumé
Bugs Bunny se tient au pied du célèbre pont de Brooklyn (à environ 800 mètres de l'extrémité sud de la rue actuelle appelée Bowery), racontant à un vieil homme une histoire, dans un style carnaval, sur comment et pourquoi Steve Brody a sauté du pont en juillet 1886 sous forme d'images : Brody a eu une formidable chance... tout va mal. Il décida qu'il avait besoin d'un porte-bonheur... idéalement, une patte de lapin. Mais il n'a pas pu en trouver un dans la ville, alors il a essayé de chercher dans la forêt de campagne.
À ce stade, l'histoire est animée. Brody va à Flatbush et trouve la maison de Bugs. Brody, tenant un couteau, sort Bugs (chantant "All That Glitters Is Not Gold") de sa maison et lui dit qu'il a besoin d'un porte-bonheur et que "il l'est". Cependant, Bugs explique pourquoi les pattes de lapin ne sont PAS si chanceuses et dirige Brody vers "Swami Rabbitima". Brody décide de tenter sa chance à condition qu'il revienne chercher des bugs si cela ne fonctionne pas.
Le Swami (Bugs déguisés) demande à Brody d'entrer. Au moment où Brody commence à expliquer sa malchance, il fait « lire » sa paume (peinte en rouge), puis Bugs commence à lire les bosses sur sa tête après avoir frappé Brody sur la tête avec un marteau plusieurs fois. Brody commence avec colère à chasser Bugs qui distribue rapidement des cartes à jouer pour la cartomancie. Il dit à Brody qu'il a un rendez-vous avec un homme portant un œillet (également des insectes déguisés), qui sera sa mascotte chanceuse au jeu ; La chance de Brody ne change pas, cependant. Le coup de craps de 7 de Bugs fait soudain apparaître des yeux de serpent, puis Brody joue à une machine à sous qui propose trois citrons qui roulent littéralement hors de la machine et dans son chapeau. Marre, Brody essaie d'attaquer Bugs et est rapidement expulsé de l'établissement de jeu par un videur de gorilles.
Brody retourne voir le Swami qui se rend compte que la cartomancie a échoué. Pour sa deuxième tentative, Bugs fait tourner une roue du zodiaque qui atterrit sur le signe du loup. Il dit à Brody que cela signifie qu'il a de la chance avec l'amour, mais son flirt avec une "dame" (également Bugs in Disgus) ne fait qu'aboutir à plusieurs coups de la part d'un policier pour être un "pure".
Brody revient vers le Swami et est sur le point de le pulvériser lorsqu'on lui demande précisément POURQUOI il veut que sa chance change. Prenant la réponse de Brody au pied de la lettre ("Pour que je puisse me procurer de la pâte!"), Bugs l'envoie au 29 River Street, domicile de "Grandma's Happy Home Bakery". Lorsque Brody arrive là-bas et exige la "pâte" sous la menace d'une arme, un boulanger (Bugs encore une fois) oblige volontiers avec "un gâchis de pâte" dans lequel Brody se coince et est cuit dans une tarte.
Démasquant le boulanger en tant que Bugs, Brody revient sur ses pas pour démasquer les déguisements précédents de Bugs, amenant Brody à croire que "tout le monde est un lapin!". Quand Brody regarde dans ce qu'il pense être un miroir (mais c'est en fait une fenêtre) et voit Bugs le regarder, il pense qu'IL s'est transformé en lapin et craque, sautillant dans la rue et tournant sur le pont de Brooklyn, criant hystériquement " Quoi de neuf doc?!"
Voyant un officier de police fixer l'East River d'un air contemplatif depuis le milieu du pont, Brody arrive derrière lui et demande de l'aide. En se retournant, l'officier se révèle être Bugs, exigeant (avec un fort accent irlandais) "Qu'est-ce que tout ça à propos des lapins, Doc ?". Cela étant la goutte d'eau, Brody saute du pont, apparemment comme un suicide. La scène se fige avec Brody dans les airs sur une affiche vue derrière Bugs.
Bugs termine l'histoire là, et le vieil homme impressionné dit: "Ça suffit, fils! Je vais l'acheter!" et remet de l'argent à Bugs (bien qu'on ne sache pas s'il a acheté le pont ou les droits de l'histoire).

## Fiche technique
- Réalisation : Arthur Davis
- Scénario : Lloyd Turner et Bill Scott
- Animation : Bill Meléndez, Don Smith (artiste agencement), Don Williams, Basil Davidovich, Philip DeGuard (artiste arrière-plan), Emery Hawkins
- Musique : Carl W. Stalling (directeur musical), Milt Franklyn (orchestration, non crédité)
- Montage : Treg Brown (non crédité)
- Producteur : Edward Selzer (non crédité)
- Société de production : Warner Bros. Pictures
- Sociétés de distribution : 
  - 1949 : Warner Bros. Pictures
  - 2005 puis 2011: Warner Home Video (DVD)
- Pays :  États-Unis
- Format : 1,37 :1 Technicolor
- Durée : 7 minutes
- Date de sortie : 1949